# アメリカ太平洋陸軍
アメリカ太平洋陸軍（アメリカたいへいようりくぐん、United_States_Army_Pacific：USARPAC）は、アメリカインド太平洋軍の陸軍部隊を構成する、陸軍統合軍構成コマンドの1つである。

## 概要
統合任務部隊の司令部を兼ねることもあり、その任務はアメリカインド太平洋軍司令官を支援することである。この部隊は、広くアラスカ、ハワイ、日本、韓国、東南アジアといった地域を管轄している。在韓米軍司令部は2012年1月以来在韓米軍の指揮権を有しており、太平洋陸軍は在韓米軍に配属されている部隊の人員、装備、訓練を監督している。
また、太平洋陸軍隷下の部隊はハイチ、キューバ、中東などで人道支援任務に従事することもある。

## 沿革
太平洋陸軍の系譜は、アメリカが太平洋の覇権国家となった1898年にまで遡る。1921年、フォート・シャフターはハワイ師団の司令部となり、その後アメリカが第二次世界大戦に参戦すると、同部隊は太平洋戦域司令官の傘下となった。
朝鮮戦争において、太平洋陸軍は戦闘部隊・訓練・兵站を一手に引き受けた。ベトナム戦争では、南ベトナム陸軍にもアメリカ部隊と同様の支援を提供した。ベトナム撤退後、陸軍は太平洋に多数の戦闘部隊を置く理由を失い、太平洋の駐留部隊を削減した。その後、太平洋陸軍は統合軍構成部隊司令部としては廃止され、在日米軍と在韓米軍には別個の主要司令部が設立された。ハワイでは、太平洋陸軍司令部はアメリカ陸軍ハワイ支援コマンドと、陸軍省の現場運営機関たる太平洋軍総司令官支援グループに取って代わられた。
1979年、アメリカ軍は主要司令部、及びアメリカ太平洋軍の陸軍部隊として西方軍(WESTCOM)を設立した。西方軍はハワイの陸軍部隊も指揮し、1989年にアラスカ陸軍を、1990年に在日米軍を指揮下に加えた。1990年、西方軍は太平洋陸軍と改称された。太平洋陸軍は現在、複数の人道支援任務、災害救援、民間当局の防衛支援に部隊を派遣している。
2000年10月、太平洋陸軍は陸軍統合軍構成コマンドに改組された。
2001年9月11日の同時多発テロ以降、太平洋陸軍はアメリカの国土防衛に大きな役割を果たしている。また、作戦上の空白を埋めるため、太平洋陸軍は世界規模での対テロ作戦に人員を派遣している。
司令部記章は1944年にデザインされ、太平洋を横断するアメリカ軍の前進を象徴している。

### 呼称の変化
その歴史を通して、太平洋陸軍は以下のように呼ばれてきた。
- US Army Forces, Central Pacific Area (1943–44)
- US Army Forces, Pacific Ocean Areas (1944–69)
- US Army Forces, Middle Pacific (1945–47)
- US Army, Pacific (1947–1974)
- US Army Western Command (1979–1990)

- United States Army Pacific (1990–現在)

## 任務
太平洋陸軍司令官の任務は以下の通りである。
- 合衆国法典第10編第3013条(b)の責任遂行のため、陸軍長官に責任を負う。
- アメリカインド太平洋軍所属の陸軍部隊の管理・指揮
- アメリカインド太平洋軍司令官への報告

## 編制

太平洋陸軍構成部隊(2021年現在) (クリックで拡大)
主要な下位部隊の編制はこちらを参照:第8軍、第1軍団

2021年現在、太平洋陸軍は以下の部隊により構成されている。
- 太平洋陸軍
  - 第8軍
    - 第2歩兵師団
    - 第19戦域支援コマンド（英語版）

  - 第1軍団
    - 第7歩兵師団
    - 第25歩兵師団
    - 第11空挺師団
    - 在日米軍・キャンプ座間
    - 第593兵站コマンド（英語版）

  - 第94防空コマンド（英語版）
  - 第8戦域維持コマンド（英語版）[2]
    - 第8憲兵旅団（英語版）
    - 第130工兵旅団（英語版）

  - 第311通信コマンド（英語版）
    - 第1通信旅団（英語版）
    - 第516通信旅団（英語版）

  - 第18医療コマンド[3]
  - 第9任務支援コマンド（英語版）
  - 第196歩兵旅団（英語版）
  - 第500軍事情報旅団
  - 第5戦地調整分遣隊(5th Battlefield Coordination Detachment)